# Cock Magic
"Cock Magic" é o episódio 255 global e o oitavo da décima oitava temporada da série de desenho animado South Park, escrito e dirigido pelo co-criador da série Trey Parker. O episódio estreou no canal Comedy Central no dia 19 de novembro de 2014. O episódio satiriza a popularidade do jogo de cartas colecionáveis Magic: The Gathering utilizando duplos sentidos de várias insinuações sexuais, os esportes femininos, e briga de galos contra os direitos dos animais.

## Recepção
O episódio recebeu médias acima do esperado, recebendo bons comentários dos críticos. O episódio recebeu uma classificação A- de Dan Caffrey do The A. V. Club, que encabeçou sua revisão: "O show inicia com comentários e termina com um dos melhores episódios da temporada." Max Nicholson da IGN deu ao episódio uma nota de 6,5/10 e notou que ele estava "se sentindo confuso e fora de foco" Daniel Kurland do Den of Geek deu ao episódio 3,5 de 5 estrelas e afirmou: "pode não ser o melhor episódio da temporada, mas é um peça muito sólida da temporada."